# Trophée NHK 1995
Navigation
Édition précédente Édition suivante
Le Trophée NHK (en anglais : NHK Trophy) est une compétition internationale de patinage artistique qui se déroule au Japon au cours de l'automne. Il accueille des patineurs amateurs de niveau senior dans quatre catégories: simple messieurs, simple dames, couple artistique et danse sur glace.
Le dix-septième Trophée NHK est organisé du 7 au 10 décembre 1995 au centre sportif Nippon Gaishi Hall à Nagoya.

## Premier Grand Prix ISU
L'International Skating Union crée en 1995 un Grand Prix ISU pour les patineurs amateurs. Il se compose de cinq épreuves organisées par les cinq fédérations des pays :
- le Skate America
- le Skate Canada
- la Coupe d'Allemagne
- le Trophée de France
- le Trophée NHK

La Coupe de Russie  viendra s'ajouter en 1996 aux cinq épreuves précédentes.
Le Trophée NHK est la cinquième compétition de la Série des champions ISU senior de la saison 1995/1996.

## Résultats

### Messieurs
| Rang | Nom                | Pays           | Points | Prog. court | Prog. libre |
| ---- | ------------------ | -------------- | ------ | ----------- | ----------- |
| 1    | Elvis Stojko       | Canada         | 1.5    | 1           | 1           |
| 2    | Igor Pashkevich    | Russie         | 3.5    | 3           | 2           |
| 3    | Philippe Candeloro | France         | 4.0    | 2           | 3           |
| 4    | Takeshi Honda      | Japon          | 7.0    | 6           | 4           |
| 5    | Steven Cousins     | Royaume-Uni    | 7.5    | 5           | 5           |
| 6    | Shepherd Clark     | États-Unis     | 8.0    | 4           | 6           |
| 7    | Zhang Min          | Chine          | 10.5   | 7           | 7           |
| 8    | Aleksandr Abt      | Russie         | 13.0   | 8           | 9           |
| 9    | Szabolcs Vidrai    | Hongrie        | 14.0   | 12          | 8           |
| 10   | Seiichi Suzuki     | Japon          | 14.5   | 9           | 10          |
| 11   | David Liu          | Taipei chinois | 16.0   | 10          | 11          |
| 12   | Shin Amano         | Japon          | 17.5   | 11          | 12          |

### Dames
| Rang | Nom               | Pays         | Points | Prog. court | Prog. libre |
| ---- | ----------------- | ------------ | ------ | ----------- | ----------- |
| 1    | Chen Lu           | Chine        | 1.5    | 1           | 1           |
| 2    | Hanae Yokoya      | Japon        | 4.0    | 4           | 2           |
| 3    | Olga Markova      | Russie       | 4.5    | 3           | 3           |
| 4    | Surya Bonaly      | France       | 6.0    | 2           | 5           |
| 5    | Maria Butyrskaya  | Russie       | 6.5    | 5           | 4           |
| 6    | Vanessa Gusmeroli | France       | 9.5    | 7           | 6           |
| 7    | Jennifer Robinson | Canada       | 11.0   | 6           | 8           |
| 8    | Kumiko Koiwai     | Japon        | 12.0   | 10          | 7           |
| 9    | Tatiana Malinina  | Ouzbékistan  | 13.5   | 9           | 9           |
| 10   | Meijia Lu         | Chine        | 14.0   | 8           | 10          |
| 11   | Park Boon-sun     | Corée du Sud | 16.5   | 11          | 11          |

### Couples
| Rang | Nom                                       | Pays       | Points | Prog. court | Prog. libre |
| ---- | ----------------------------------------- | ---------- | ------ | ----------- | ----------- |
| 1    | Evgenia Shishkova / Vadim Naumov          | Russie     | 1.5    | 1           | 1           |
| 2    | Mandy Wötzel / Ingo Steuer                | Allemagne  | 3.0    | 2           | 2           |
| 3    | Natalia Krestyaninova / Alexei Torchinski | Russie     | 4.5    | 3           | 3           |
| 4    | Kyoko Ina / Jason Dungjen                 | États-Unis | 6.5    | 5           | 4           |
| 5    | Marina Khalturina / Andrei Krukov         | Kazakhstan | 7.0    | 4           | 5           |
| 6    | Michelle Menzies / Jean-Michel Bombardier | Canada     | 9.0    | 6           | 6           |
| 7    | Bao Sun / Bingyang Liu                    | Chine      | 10.5   | 7           | 7           |

### Danse sur glace
| Rang | Nom                                       | Pays       | Points | Danse imposée 1 | Danse imposée 2 | Danse originale | Danse libre |
| ---- | ----------------------------------------- | ---------- | ------ | --------------- | --------------- | --------------- | ----------- |
| 1    | Marina Anissina / Gwendal Peizerat        | France     | 2.4    | 2               | 2               | 1               | 1           |
| 2    | Shae-Lynn Bourne / Victor Kraatz          | Canada     | 3.6    | 1               | 1               | 2               | 2           |
| 3    | Anna Semenovich / Vladimir Fedorov        | Russie     | 7.0    | 4               | 4               | 4               | 3           |
| 4    | Elizaveta Stekolnikova / Dmitri Kazarlyga | Kazakhstan | 7.0    | 3               | 3               | 3               | 4           |
| 5    | Nakako Tsuzuki / Juris Razgulajevs        | Japon      | 10.0   | 5               | 5               | 5               | 5           |
| 6    | Barbara Piton / Alexandre Piton           | France     | 12.2   | 7               | 6               | 6               | 6           |
| 7    | Olga Sharutenko / Dmitri Naumkin          | Russie     | 13.8   | 6               | 7               | 7               | 7           |
| 8    | Aya Kawai / Hiroshi Tanaka                | Japon      | 16.0   | 8               | 8               | 8               | 8           |

## Sources
- Patinage Magazine N°50 (Décembre 1995-Janvier/Février 1996)
- Résultats des cinq compétitions du Grand Prix ISU 1995